# Francisco Mignone
 (décembre 2023).
Si vous disposez d'ouvrages ou d'articles de référence ou si vous connaissez des sites web de qualité traitant du thème abordé ici, merci de compléter l'article en donnant les références utiles à sa vérifiabilité et en les liant à la section « Notes et références ».
Francisco Mignone (connu également sous le pseudonyme de « Chico Bororó ») est un compositeur, pianiste, chef d'orchestre et pédagogue brésilien, né Francisco Paulo Mignone à São Paulo (Brésil) le 3 septembre 1897, décédé à Rio de Janeiro (Brésil) le 19 février 1986.

## Biographie
Né d'un père flûtiste d'origine italienne, Alferio Mignone, il débute avec lui son apprentissage de la musique, avant de prendre des leçons de piano auprès de Silvio Motto. Puis, en 1913, il entre au conservatoire de São Paulo, où il étudie notamment l'harmonie et la composition avec Savino de Benedictis, et le piano avec Agostinho Cantu. 
En 1920, il poursuit sa formation au conservatoire de Milan (Italie) avec Vincenzo Ferroni. Revenu à São Paulo en 1929, il s'installe ensuite à Rio de Janeiro en 1932, où il enseignera la direction d'orchestre à l'Institut (Conservatoire) national de musique. Il aura également des activités de chef d'orchestre (dirigeant ainsi l'Orchestre philharmonique de Berlin à la fin des années 1930) et de pianiste (formant à la fin de sa vie un duo avec son épouse, Maria Josephina).
Jusqu'à la fin des années 1950, sa musique, influencée notamment par Ottorino Respighi et, bien entendu, par son aîné et compatriote Heitor Villa-Lobos, est marquée par un certain « nationalisme » et fait souvent référence à l'Afrique. Dans les années 1960, il s'essaie à la polytonalité, à l'atonalité et au sérialisme, avant de revenir à une veine nationaliste.
On lui doit des pièces pour piano, pour guitare, de la musique de chambre (dont deux quatuors à cordes), des musiques de ballet, des concertos, trois symphonies (et diverses autres compositions avec orchestre, dont des poèmes symphoniques), des œuvres pour voix soliste(s) et chorales (dont des mélodies — canções — et des messes), ainsi que des opéras, une opérette, et des musiques de films.

## Œuvres (sélection)

### Pièces pour piano
- 1917 : Suite campestre (à 4 mains) ;
- 1931 : Seis estudos transcendentais ;
- 1932 : Seis prelúdios ;
- 1938-1943 : Valsas de esquina n° 1 à 12 ;
- 1946-1955 : Valsas choros n° 1 à 12 ;
- 1977 : Nazarethianas.

### Musique de chambre
- 1935 : Sextuor pour piano et vents ;
- 1949 : Suite pour flûte et quatuor à cordes ;
- 1957 : Quatuors à cordes n° 1 et n° 2 ;
- 1961 : Quintette en fa pour flûte, hautbois, clarinette, basson et cor ;
- 1962 : Sonate pour flûte et piano ;
- 1966 : 3 sonates pour violon et piano ;
- 1967 : Sonate pour violoncelle et piano ;
- 1968 : Tres valsas brasileiras pour alto et piano ;
- 1970 : Quatros momentos musicais pour flûte, hautbois et clarinette ;
- 1973 : 12 estudos pour guitare seule (en 2 volumes) ;
- 1980 : 16 valsas pour basson seul.

### Œuvres pour orchestre
Musiques de ballet
- 1933 : Maracatu de chico rei ;
- 1941 : Leilão ; O espantalho ;
- 1942 : Iara ; Quadros Amazônicos ;
- 1953 : O guarda chuva ;
- 1979 : Quincas berro d'agua ;
- 1980 : O caçador de esmeraldas.

Œuvres concertantes
- 1929-1936 : Fantasias brasileiras n° 1 à 4, avec piano ;
- 1935 : Variações sobre um tema brasileiro, avec violoncelle ;
- 1939 : Modinha, avec violoncelle ;
- 1957 : Concertino pour clarinette ; Concertino pour basson et orchestre de chambre ;
- 1958 : Concerto pour piano ;
- 1960 : Concerto pour violon ;
- 1966 : Double concerto pour piano et violon ;
- 1975 : Concerto pour alto.

Symphonies
- 1939 : Sinfonia do Trabalho ;
- 1958 : Sinfonia tropical ;
- 1971 : Sinfonia transamazônica.

Poèmes symphoniques
- 1917 : Caramuru ;
- 1923 : Festa dionísica ;
- 1936 : Babaloxá e Batucajé ;
- 1940 : Festa das igrejas ;
- 1969 : Sugestões sinfônicas.

Autres œuvres pour orchestre
- 1921 : Congada (extrait symphonique de son opéra de 1921, O contratador de diamantes) ;
- 1928 : Maxixe ;
- 1968 : Seresta, pour petit orchestre ;
- 1972 : Variações em busca de um tema.

### Opéras / Opérette
- 1921 : O contratador de diamantes ;
- 1928 : L'Innocente ;
- 1937 : Mizú (opérette) ;
- 1973 : O Chalaça ;
- 1978 : O sargento de milícias.

### Musiques de films
(filmographie complète)
- 1930 : O babão de Luiz de Barros
- 1936 : Bonequinha de Seda d'Oduvaldo Vianna
- 1938 : Alma e corpo de uma raça de Milton Rodrigues
- 1940 : O madeireiro de Milton Rodrigues (court métrage)
- 1940 : O culpado de Milton Rodrigues (court métrage)
- 1950 : Garota mineira de Leopold Somporn
- 1950 : Caiçara d'Adolfo Celi, Tom Payne (en) et John Waterhouse
- 1951 : Painel de Lima Barreto (court métrage, documentaire)
- 1951 : A Beleza do diabo de Romain Lesage
- 1951 : Ângela de Tom Payne (en) et Abilio Pereira de Almeida
- 1952 : Modelo 19 d'Armando Couto
- 1953 : Sinhá Moça de Tom Payne (en) et Oswaldo Sampaio
- 1954 : Destino em apuros d'Ernesto Remani
- 1954 : A Sogra d'Armando Couto
- 1956 : Sous le soleil de Bahia (Sob o céu da Bahia) d'Ernesto Remani
- 1966 : A Grande Cidade de Carlos Diegues
- 1968 : Panorama do cinema brasileiro de Jurandyr Passos Noronha (documentaire).

## Sources / Liens externes
- Texte de présentation (traduit en français) d'un disque-compact BIS réf. CD-1420 publié en 2004, comprenant Festa das igrejas, Sinfonia tropical et Maracatu de chico rei, par le chœur et l'Orchestre symphonique de São Paulo, direction John Neschling ;
- Divers sites Internet en anglais et portugais, dont :
  - (pt) Biographie et photos de Francisco Mignone ;
  - (pt) Autres éléments de biographie ;

- Ressources relatives à la musique :   - AllMusic
  - Carnegie Hall
  - Discogs
  - Grove Music Online
  - MusicBrainz
  - Muziekweb
  - Operone
  - Répertoire international des sources musicales
- Ressource relative à l'audiovisuel :   - IMDb
- Notices dans des dictionnaires ou encyclopédies généralistes :   - Deutsche Biographie
  - Enciclopédia Itaú Cultural
  - Internetowa encyklopedia PWN
  - Visuotinė lietuvių enciklopedija
- Notices d'autorité :   - VIAF
  - ISNI
  - BnF (données)
  - IdRef
  - LCCN
  - GND
  - Italie
  - Japon
  - CiNii
  - Espagne
  - Belgique
  - Pays-Bas
  - Pologne
  - Israël
  - Norvège
  - Tchéquie
  - Portugal
  - Lettonie
  - WorldCat